# Itacorubi
Itacorubi är ett samhälle i Brasilien.   Det ligger i kommunen Florianópolis och delstaten Santa Catarina, i den södra delen av landet, 1 300 km söder om huvudstaden Brasília. Itacorubi ligger 10 meter över havet och antalet invånare är 12 000. Det ligger på ön Ilha de Santa Catarina.
Terrängen runt Itacorubi är kuperad österut, men västerut är den platt. Havet är nära Itacorubi norrut. Trakten är tätbefolkad. Närmaste större samhälle är Florianópolis, 5,5 km väster om Itacorubi.
I omgivningarna runt Itacorubi växer i huvudsak städsegrön lövskog.